# Janina Pacowska
Janina Pacowska (ur. 1 stycznia 1914 w Łapach, zm. 31 stycznia 1954 w Warszawie) – polski geograf i geolog, kartograf, specjalista w zakresie geologii czwartorzędu.

## Młodość
Córka Mikołaja Marcinkiewicza i Jadwigi Krzywiec. Ojciec był wieloletnim pracownikiem Państwowych Kolei Polskich. W 1918 wraz z rodzicami wyjechała do Wilna. Tam uczęszczała do szkoły podstawowej, a następnie do żeńskiego Ogólnokształcącego Gimnazjum im. ks. Adama Czartoryskiego, które ukończyła w 1934. W latach szkolnych i w okresie studiów była członkiem Sodalicji Mariańskiej. 
W 1934 wstąpiła na Wydział Matematyczno-Przyrodniczy Uniwersytetu Stefana Batorego w Wilnie. Studiowała geografię i geologię pod kierunkiem m.in. Stanisława Małkowskiego, Edwarda Passendorfera oraz Mieczysława Limanowskiego. W 1939 otrzymała absolutorium z geografii.
W latach 1936–1939 pracowała nad sporządzeniem petrograficznej mapy przeglądowej Polski północno-wschodniej. Od 1937 do 15 grudnia 1939, to jest do chwili zamknięcia Uniwersytetu przez władze litewskie, pełniła obowiązki młodszego asystenta w Katedrze Mineralogii USB. Uczestniczyła w wycieczkach Zakładu Mineralogii i Petrografii USB, organizowanych dla zaawansowanych studentów. Były to podróże m.in. do Austrii, Francji, Grecji, Jugosławii i Włoch, a także na Węgry, czy na Wołyń. Brała także udział w wycieczkach po Wileńszczyźnie, organizowanych przez Koło Przyrodników, do którego należała.
W 1940 pracowała w Referacie Oświatowym, przy Komitecie Pomocy dla Uchodźców, w charakterze kierownika Świetlicy Nr 13 w Wilnie. W latach 1940/1941 studiowała geologię na Uniwersytecie Wileńskim. Otrzymała wówczas absolutorium z geologii, zweryfikowane w 1947 na Uniwersytecie im. Mikołaja Kopernika w Toruniu. W latach 1941–1942 pracowała jako maszynistka w Państwowych Kolejach Litewskich w Wilnie.
Jesienią 1942 została zatrudniona w Litewskim Urzędzie Geologicznym (Geologine Tarnyba), jako asystentka prof. Passendorfera, głównego geologa Urzędu. Praca w Geologine Tarnyba dawała mocne świadectwo pracy, prawo poruszania się po całej Wileńszczyźnie i Litwie oraz do posiadania map, lub planów. Ponadto zapewniała opiekę władz terenowych.
Wiosną 1943 prof. Passendorfer zorganizował grupę terenową dla opracowania genezy doliny Wilii. Znalazły się w niej także Janina Marcinkiewicz, Stanisława Gortyńska i Zofia Dąbrowska, które po wojnie zostały zatrudnione w Państwowym Instytucie Geologicznym w Warszawie. W Litewskim Urzędzie Geologicznym Janina Marcinkiewicz pracowała do chwili wyjazdu z Wilna we wrześniu 1945.
W 1943 wyszła za mąż za Ryszarda Pacowskiego, który pochodził z Litwy Kowieńskiej. W 1944 przyszedł na świat ich syn Zbigniew. 
Janina Marcinkiewicz-Pacowska przez cały okres wojny prowadziła działalność konspiracyjną. Od 1939 była harcerką Chorągwi Wileńskiej i prowadziła Zastęp Szczyty. Następnie, aż do 1944, jako żołnierz Szarych Szeregów, uczestniczyła w wielu akcjach. Brała udział w pomocy rodzinom wywożonym do Kazachstanu, udzielała wsparcia Żydom, dostarczała paczki do więzienia i pomagała partyzantom w przejściu przez granicę. Utrzymywała kontakty z oddziałami AK, które działały w odległości kilkudziesięciu kilometrów od Wilna. Uczestniczyła także w tajnym nauczaniu, w kompletach szkolnictwa podstawowego. 
Sama korzystała z tajnych wykładów Uniwersytetu Stefana Batorego. Zaczął on działać w styczniu 1940. Wykłady mieli tam, m.in., prof. Edward Passendorfer, prof. Mieczysław Limanowski, prof. Stanisław Małkowski (geolog), doc. Bronisław Halicki, dr J. Wojciechowski i inni.
Po wkroczeniu Armii Czerwonej do Wilna 13 lipca 1944 nasiliły się represje wobec Polaków. Rodzina Janiny postanowiła wyjechać z Wilna transportem, którym ewakuowała się grupa polskich profesorów z Uniwersytetu Stefana Batorego wraz z rodzinami. Grupa ta postanowiła zorganizować w Toruniu uniwersytet, który został nazwany imieniem Mikołaja Kopernika. 21 września 1945 opuszczono Wilno. Po czterech dniach podróży w wagonach towarowych, 25 września 1945 grupa dotarła do Torunia. 
Po osiedleniu się w Toruniu, 1 października 1945, Janina Pacowska została zatrudniona jako asystentka w Zakładzie Geologii, którym kierował prof. Passendorfer, pełniący równocześnie funkcję dziekana Wydziału Matematyczno-Przyrodniczego UMK. Jednocześnie Janina ukończyła studia w zakresie geografii i 8 czerwca 1948 otrzymała dyplom magistra filozofii w dziedzinie geografii, na podstawie pracy Studium porównawcze delty Wisły i Dunaju. W październiku 1948 objęła posadę nauczyciela geografii w szkole ogólnokształcącej typu licealnego im. Mikołaja Kopernika w Toruniu. Pracowała tam przez rok.
W 1949 przeprowadziła się z rodziną do Warszawy. We wrześniu tego roku podjęła pracę w Państwowym Instytucie Geologicznym w charakterze geologa czwartorzędowego, w Wydziale Geologii Regionalnej, w Dziale Niżu Polskiego, którego kierownikiem był prof. Edward Rühle. Do grudnia 1952 opracowała mapę podłoża czwartorzędu na arkuszu Toruń Przeglądowej Mapy Geologicznej Polski 1: 300 000 i artykuł o terminologii i klasyfikacji utworów czwartorzędowych Polski. Zebrała również bogaty materiał geologiczny dla arkusza Bydgoszcz. 
Nie został on jednak opracowany z powodu jej służbowego przeniesienia od 1 stycznia 1953 do Centralnego Urzędu Geologii.
Zmarła 31 stycznia 1954 w Warszawie.

## Źródła
- Marcinkiewicz T., 2016, Janina Pacowska – geolog, geograf (1914–1954). Wspomnienia o siostrze, Przegl. Geol., v. 64, nr 3 p. 151-157, Warszawa.
- Wyczańska K. i in. (red.), 1985, Harcerki 1935–1945: relacje, pamiętniki., PWN.